# 華倫街站
華倫街站（英語：Warren Street tube station）是英國倫敦地鐵北線和維多利亞線的轉乘站，位於托特納姆宮路和尤斯頓路的路口，車站名稱來自於華倫街。儘管本站是數個位於菲茨羅維亞的地鐵站中使用人數較少的一個，但本站位於大學學院醫院西側，是距離醫院最近的倫敦地鐵站。本站屬於倫敦軌道運輸第1收費區。
華倫街站開通於1907年6月22日，當時的名稱是尤斯頓路站。1930年代本站獲翻新，並同時加設扶手電梯。1960年代後期，本站因為維多利亞線建造工程而大幅翻新。1968年12月1日，華倫街站的維多利亞線月台啟用，本站曾短暫成為維多利亞線的總站。2012年4月27日，本站成為首個擁有Wi-Fi服務的倫敦地鐵車站。

## 命名及位置
本站出入口北、東和南側分別為尤斯頓路、托特納姆宮路和華倫街。華倫街得名於18世紀的海軍軍官及政治家彼得·華倫（Sir Peter Warren），他曾參與英國海軍於美洲的多場戰事，並曾於1747-1752年擔任代表西敏選區的下議院議員。
本站出入口和大學學院醫院（University College Hospital）主樓相對，兩者分別位於托特納姆宮路的西東兩側。而倫敦地鐵環線、漢默史密斯及城市線和大都會線的尤斯頓廣場站就位於醫院東側，該站與本站之間的步行距離約為160米。倫敦地鐵於本站設出閘轉乘機制，使用蠔卡或其他非接觸式支付系統於指定時間內於此站與尤斯頓廣場站間轉綫，會被視作一程車程。
倫敦巴士18、24、27、29、30、73、134、205、390號及通宵路線N5、N20、N29、N73、N205、N253及N279號線均服務本站。 
本站是鄰近區域一眾維多利亞線車站中使用人數最低的。2020年，本站的使用人數為770萬，較尤斯頓（880萬）、綠園（940萬）、牛津圓環（1460萬）、國王十字聖潘克拉斯（1880萬）和維多利亞站（2300萬）低。

## 歷史

### 北線
本站是查令十字、尤斯頓及漢普斯特德鐵路首通段的一部分。本站的建造工程於1902年展開。1907年6月22日，貿易局主席大衛·勞合喬治為該鐵路舉行了開幕儀式，本站亦隨著鐵路通車而啟用。當時該鐵路始於查令十字站、終於格德斯綠地站及拱門站（時稱高門站）。本站啟用時，車站名稱是尤斯頓路站。現時北線月台牆上仍保留了此名稱。1908年6月7日，本站改名為華倫街站。
1930年代早期，本站獲翻新，其中地面出入口建築亦被翻新。1933年9月，本站重建工程展開，並以扶手電梯取代了原有的升降機 。1968年7月，本站加裝了驗票閘門。

### 維多利亞線
本站最初並不在維多利亞線的建造計劃內。1962年，為了避免維多利亞線於尤斯頓和牛津圓環站間一段長距離均沒有車站，並為華倫街站一帶地區提供額外的交通選擇，本站於建造工程開展前被納入計劃中。
1968年12月1日，本站維多利亞線月台啟用，本站成為了維多利亞線臨時的南端總站。當時列車只使用南行月台。維多利亞線乘客需要經過一道樓梯、兩條扶手電梯才能抵達北線月台，因此本站的轉乘走線較為不便。
維多利亞線於1969年3月7日南延至倫敦維多利亞車站，本站因而成為中途站。
1984年11月23日，牛津圓環站附近一座維多利亞線的維修設施起火。維多利亞線南段的列車服務因而需要暫停，列車以本站為臨時總站。維多利亞線列車服務於同年12月17日全面恢復。由於該場火相信是由棄置煙頭引起，倫敦地鐵因而禁止於所有車站的地下部分（包括行駛於地下隧道內的列車車廂內）吸煙。
2018年7月23日，一名女子於本站被維多利亞線列車撞死。警方調查後認為死因並無可疑。

## 車站相片

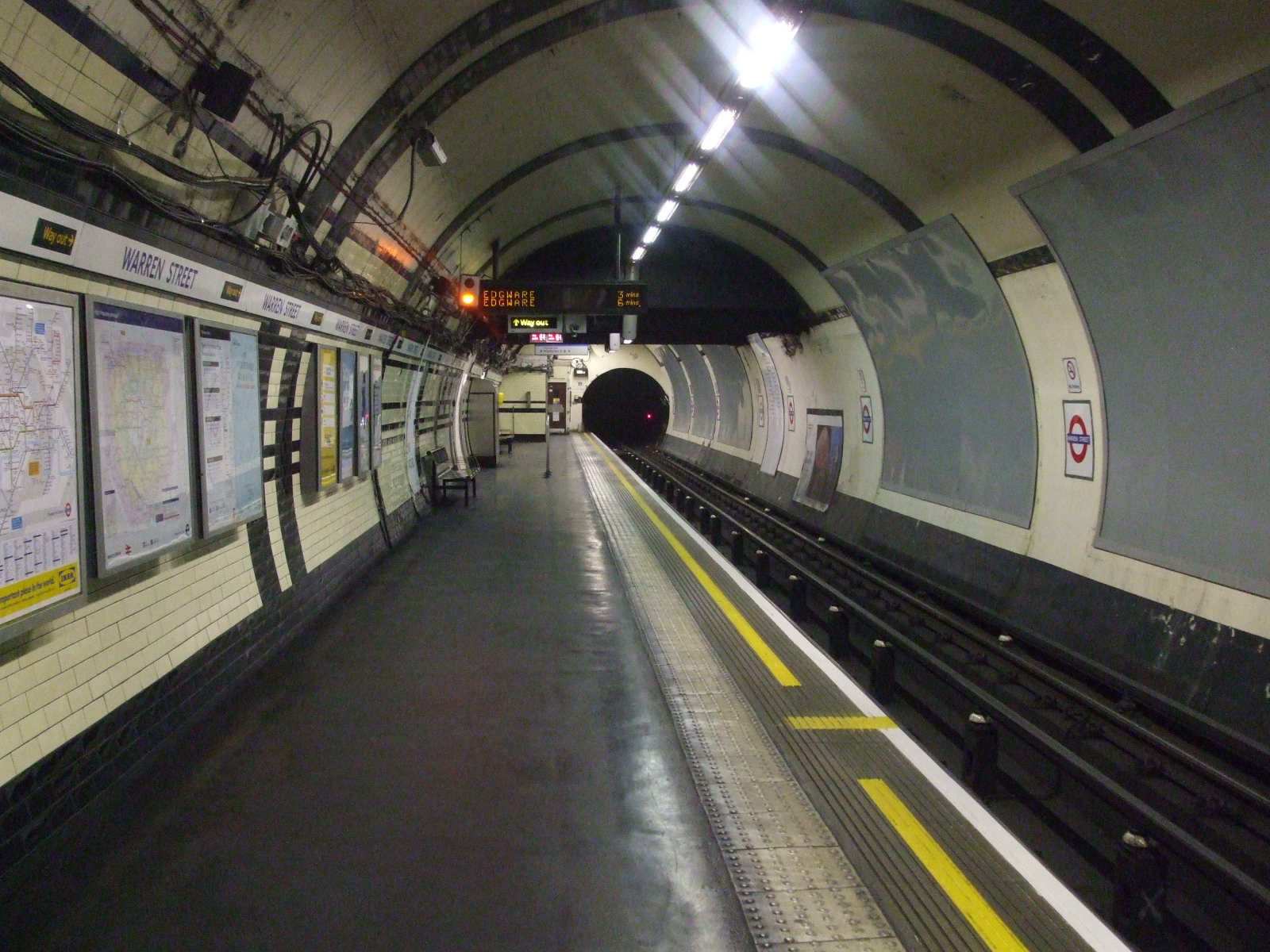
2008年7月時的北線北行月台，視角向北
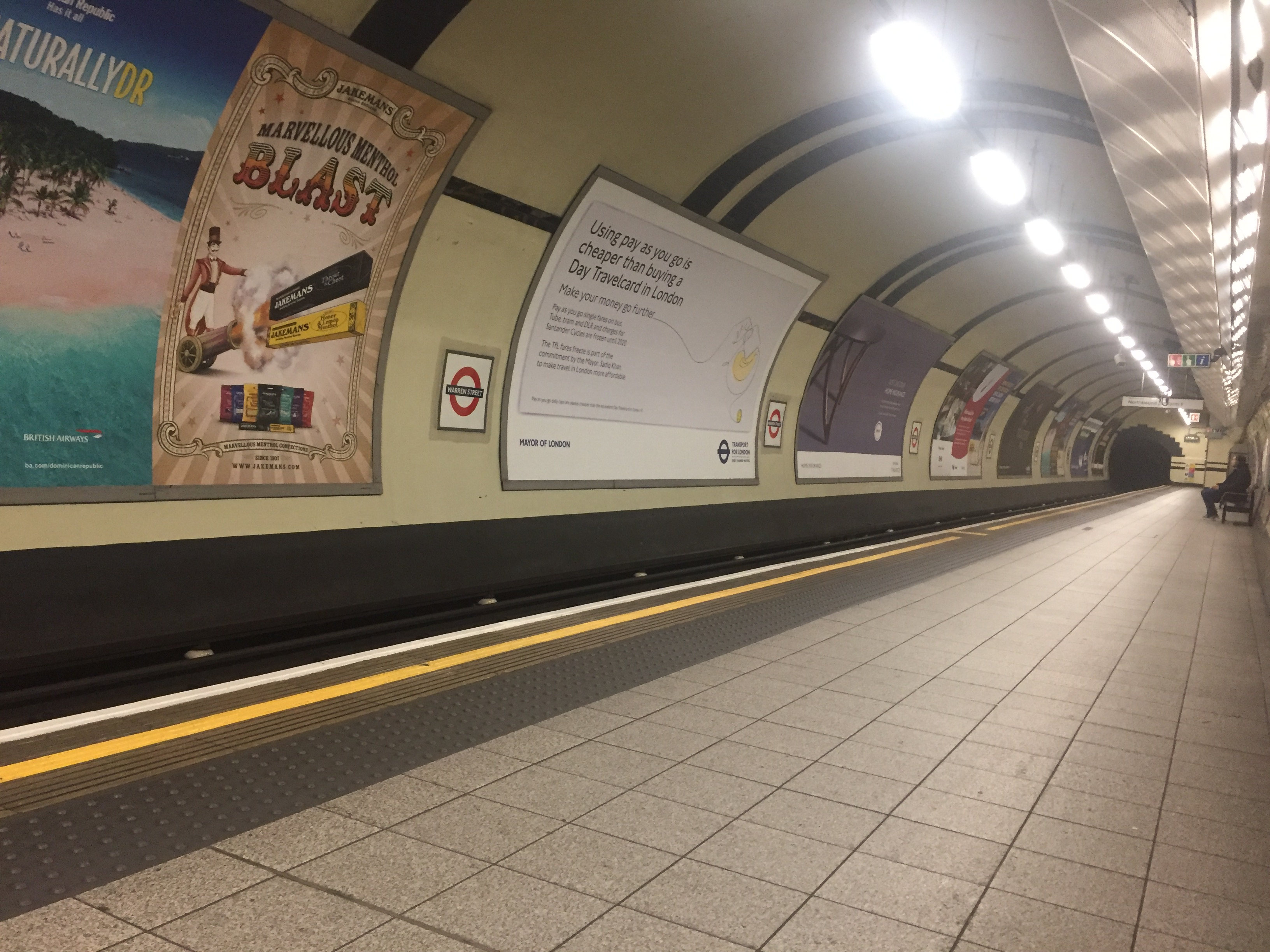
2018年2月時的北線北行月台，視角向南
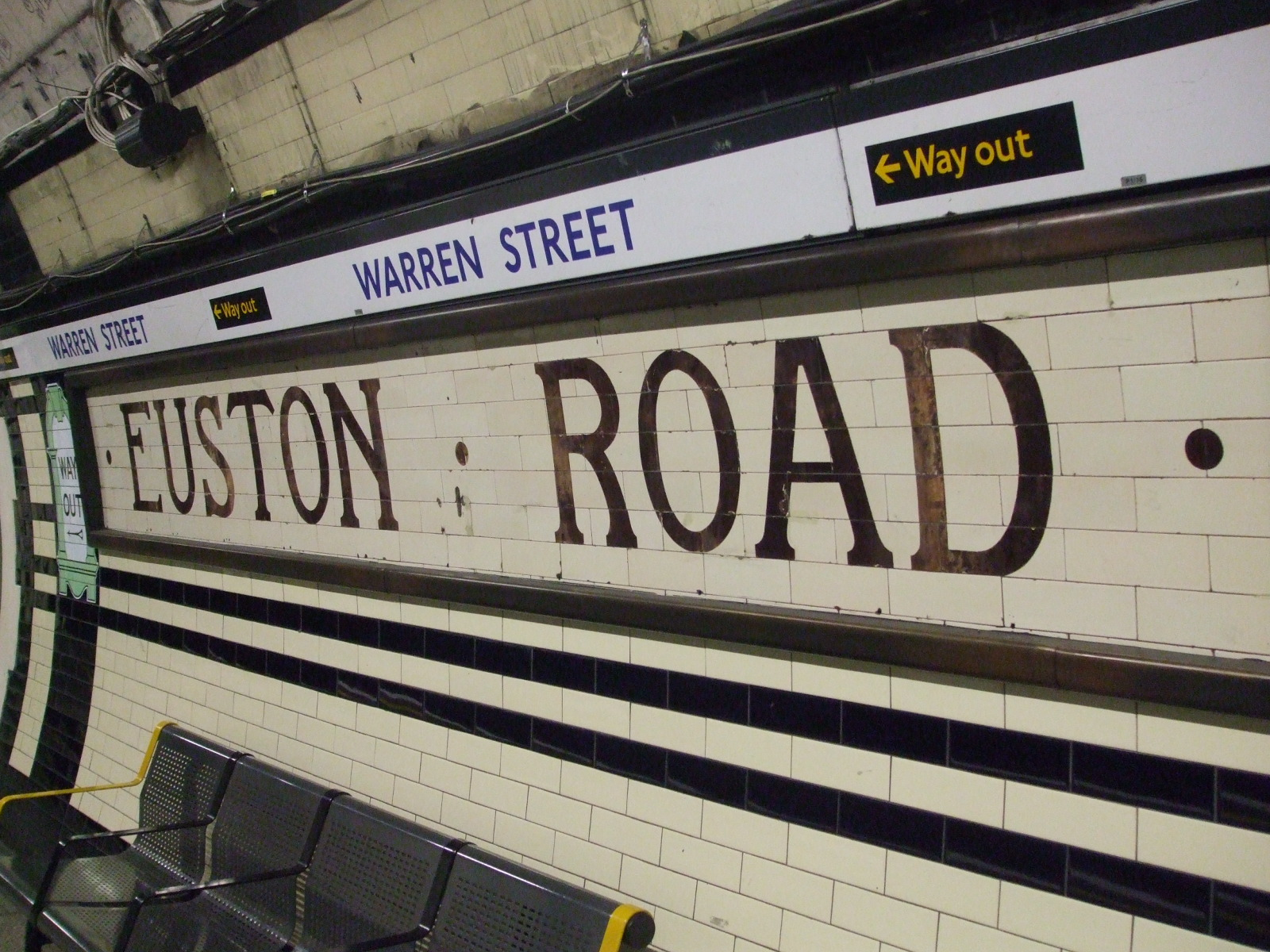
北線南行月台牆的瓷磚上寫有舊站名尤斯頓路（Euston Road）
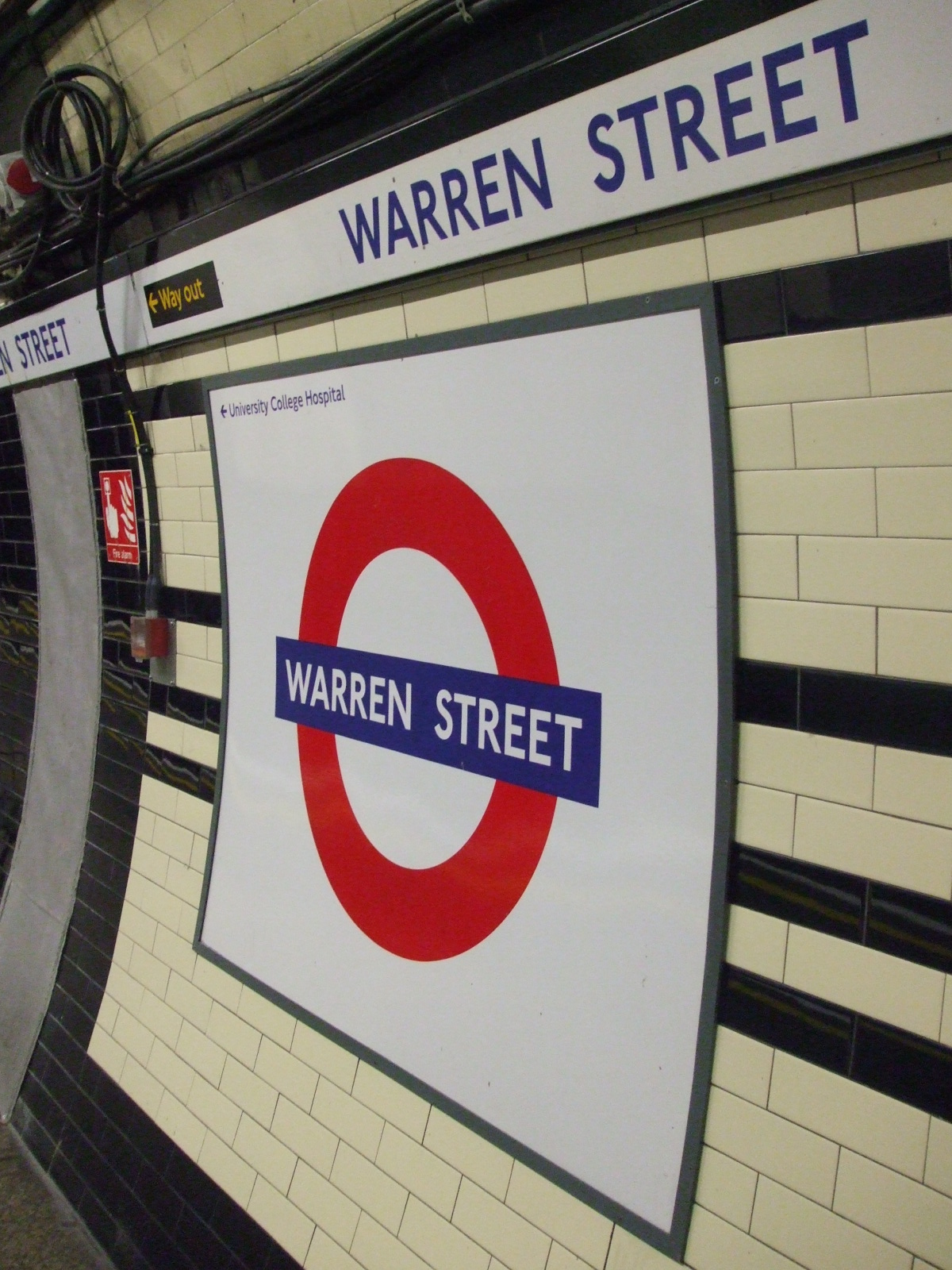
北線月台上的圓標
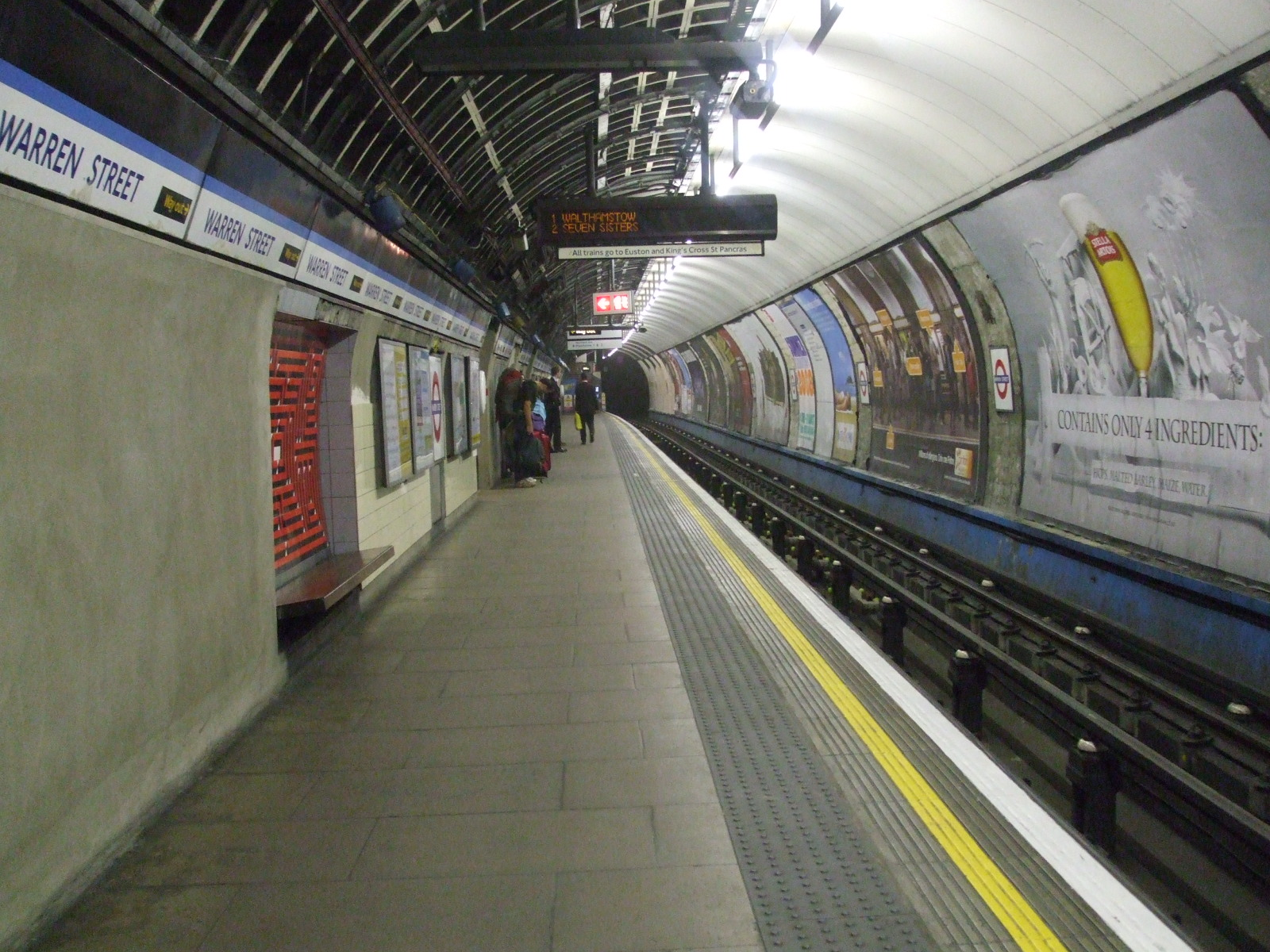
2008年7月時的維多利亞線北行月台，視角向北
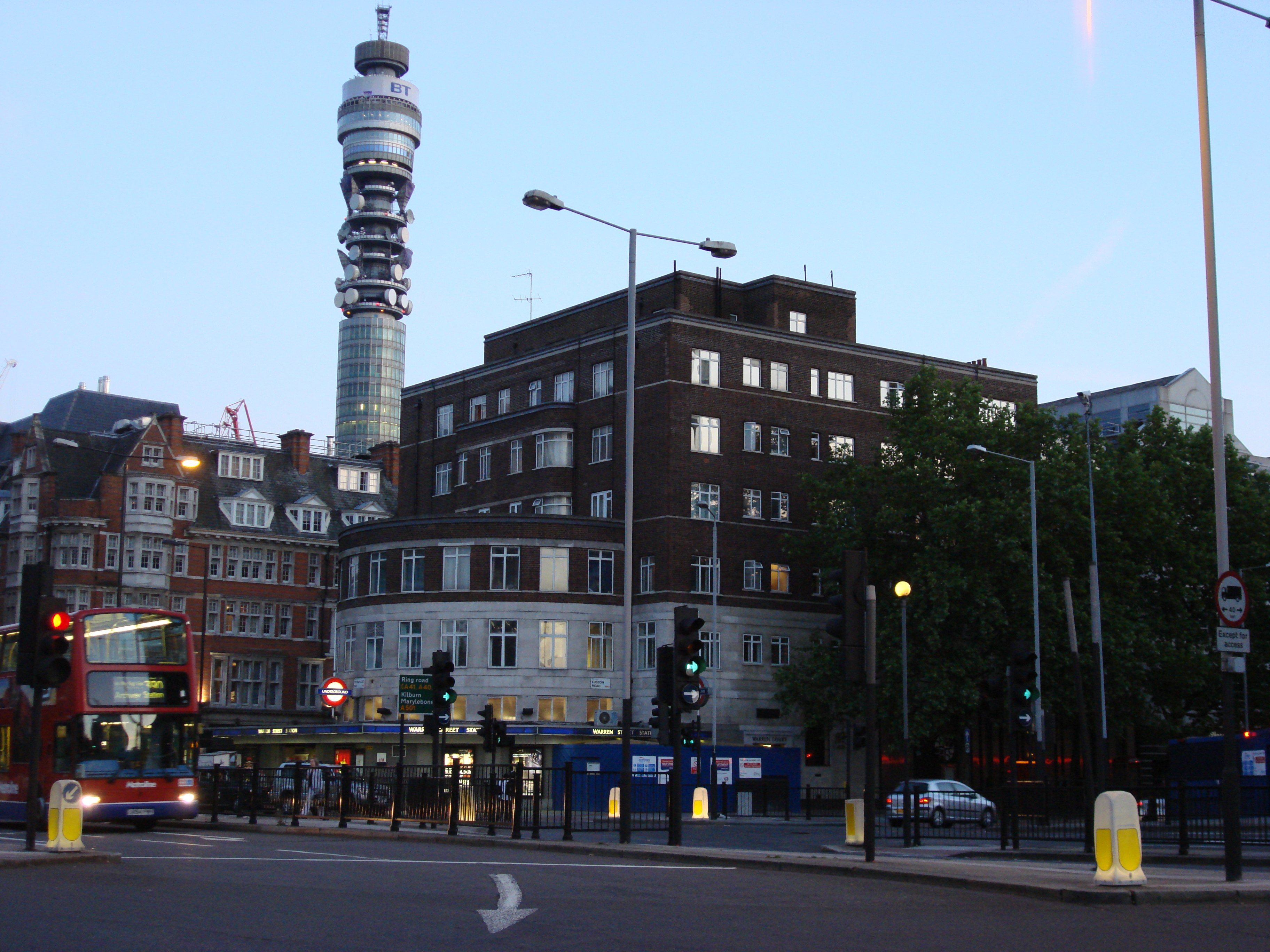
從車站東北方、尤斯頓路對面望向本站出入口

## 外部連結
- London Transport Museum Photographic Archive （页面存档备份，存于）
  - Station in 1914
  - Station in 1934 after rebuilding
  - Internal view of ticket office in 1934